# Ziua Independenței (Statele Unite)

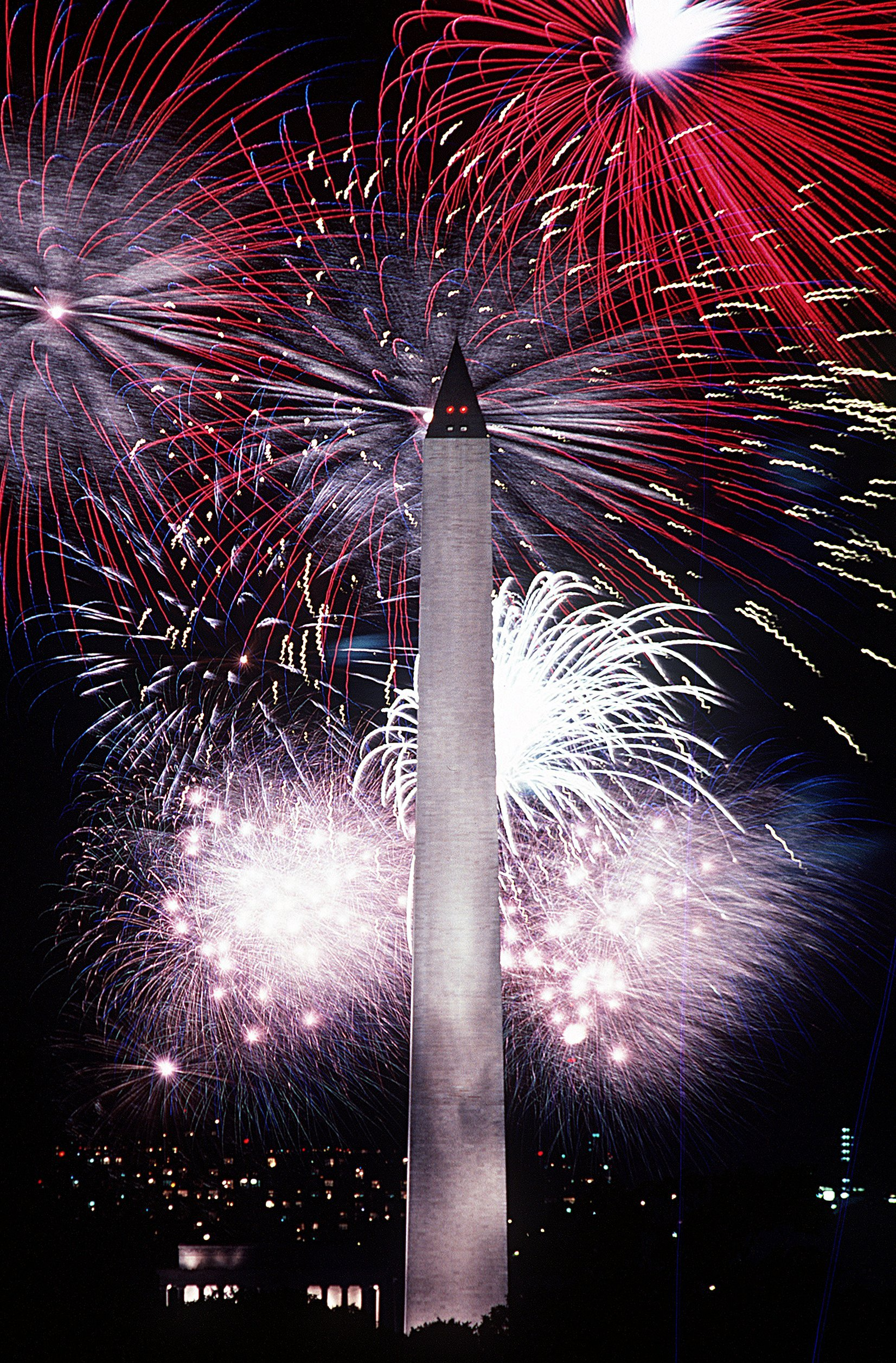
Focuri de artificii lângǎ Monumentul lui Washington

Ziua Independenței, cunoscută și ca 4 iulie, este o sărbătoare federală în Statele Unite, care aniversează adoptarea Declarației de independență de pe 4 iulie 1776, în care a fost declarată independența față de Regatul Marii Britanii. Ziua Independenței este deseori asociată cu focuri de artificii, parade și evenimente private care sărbătoresc istoria, guvernul și tradiția Statelor Unite. Ziua Independenței este ziua națională a Statelor Unite ale Americii.